# Ples v maskah (opera)
Ples v maskah (italijansko Un Ballo in maschera) je opera v treh dejanjih (petih slikah) Giuseppeja Verdija. Libreto je po igri Gustav III. ali ples v maskah francoskega dramatika Scriba napisal Antonio Somma. Krstna izvedba je bila 17. februarja leta 1859 v Teatru Apollo v Rimu.
Verdi se je leta 1857 navdušil nad Scribejevo igro Gustav III., ki obravnava resnični kraljevi umor, ki se je zgodil marca 1792 v Stockholmu. Kralja je tedaj ubil kapitan Jacob Johan Anckarström. Ker pa je cenzura v delu videla aktualni poziv k umoru vladarjev (še je odmeval tudi poskus atentata na Napoleona III.), je delo zaradi političnih razmer močno oklestila. Črtati je bilo potrebno ples v maskah, spremeniti čas dogajanja, umor pa se je lahko zgodil le izza zavese). Nova opera naj bi se imenovala Maščevanje v dominu (ital. La vendetta in domino), vendar skladatelj na tako obsežne korekture ni pristal. Zato krstna predstava nove opere ni bila leta 1857 v neapeljskem gledališču San Carlo, temveč dve leti kasneje v Rimu. Verdi in Somma sta zaradi prejšnjih negativnih izkušenj s cenzuro za krstno predstavo vseeno preimenovala naslov ter osebe, kralja "ponižala" v guvernerja in dogajanje prestavila v ameriški Boston 17. stoletja. Uspeh nove opere je bil velik, z vzkliki Viva Verdi! je občinstvo skladatelja po koncu na oder poklicali kar šestintridesetkrat.
Leta 1935 so na Danskem prvič na oder postavili prvotno različico opere (t. i. skandinavsko različico), tisto, nad katero burbonska cenzura slabih osemdeset let prej nikakor ni bila zadovoljna. Od tedaj naprej operna gledališča izbirajo med obema verzijama. Na slovenskih opernih odrih je bila dosedaj vedno uprizorjena t. i. bostonska različica. Zadnja postavitev te opere je bila v ljubljanski Operi marca 2014.

## Osebe
- Riccardo, grof Warwiški in bostonski guverner - tenor
- Amelija, Renatova soproga, zaljubljena v Riccarda - sopran
- Renato, Amelijin soprog in Riccardov tajnik - bariton
- Oskar, paž - sopran
- Ulrika, ciganka -  mezzosopran
- Sodnik - tenor
- Silvano, mornar - bas
- Amelijin sluga - tenor
- Samuel, zarotnik - bas
- Tom, zarotnik - bas
- zarotniki, častniki, odposlanci, ljudstvo

## Vsebina
Zgodba se dogaja v Bostonu konec 17. stoletja.

### Prvo dejanje

#### Prva slika
Riccardova palača.
V palači Riccardo pozdravi poslanike in častnike. Med njimi sta tudi zarotnika Samuel in Tom, ki si želita spremembe oblasti. Paž Oskar Riccardu izroči seznam povabljencev na ples v maskah. Med njimi je tudi Amelija, Renatova soproga, ki jo na skrivnem ljubi. Renato ga zatem opozori na zarotnike, ki mu strežejo po življenju, a se za opozorila ne zmeni. Raje sklene obiskati ciganko Ulriko, katere ime je na ukazu, ki bi ga moral podpisati. Ukvarja se namreč s črno magijo, zato je predlagana na izgon iz dežele. Zaželi si, da bi od nje preoblečen v preprostega ribiča izvedel svojo prihodnost.

#### Druga slika
Domovanje ciganke Ulrike.
Okoli njenega domovanja se zbirajo praznoverni ljudje. Ulrika prikliče duhove. Riccardo pride preoblečen v ribiča in se skriva med navzočimi. Silvano, njegov mornar, želi od Ulrike, da mu prerokuje prihodnost. Napove mu, da bo napredoval in obogatel. Riccardo mu na skrivaj v žep vtakne denar in na hitro napisan ukaz o napredovanju.
V tem Amelijin služabnik naznani Ulriki, da bi njegova gospodarica želela z njo govorila na samem. Amelija si namreč želi sredstvo zoper svojo nedovoljeno ljubezen. Svetuje ji, da ji bo pomagala le čudežna zel, ki jo mora sama nabrati opolnoči pod vislicami. Riccardo to sliši in sklene, da jo bo pri iskanju zeli spremljal.
Ko Amelija odide, si tudi sam želi napovedati prihodnost. Ciganka ga zavrne, a ker vztraja mu pove, da bo kmalu umrl. Ubil ga bo tisti, ki mu bo prvi stisnil roko. Riccardo se posmehuje prerokbi in navzočim ponuja roko. Vsi se mu umikajo, prihajajoči Renato, ki je v skrbeh za prijatelja, pa mu poda roko. Navzoči sedaj v preprostemu ribiču prepoznajo vladarja in si oddahnejo, saj vedo, da sta najboljša prijatelja. Ljudje slavijo svojo deželo in guvernerja.

### Drugo dejanje
Morišče.
Amelija opolnoči išče pod vislicami čarobno zel. Preseneti jo Riccardo in drug drugemu priznata ljubezen. Zaslišijo se koraki. Na prizorišče prihiti Renato, zato si Amelija obraz zakrije s tančico. Renato je prišel opozoriti Riccarda na nevarnost - približujejo se zarotniki, ki ga želijo ubiti. Predno se umakne, prosi Renata, naj pospremi njegovo neznanko varno domov, ne da bi zahteval od nje, da razkrije obraz. Prijatelja si izmenjata oblačili. Zarotniki obkrožijo Renata misleč, da je pred njimi guverner. Ko spoznajo svojo zmoto, bi radi vsaj izvedeli, kdo je skrivnostna lepotica. Renato se jim upre, Amelija pa želi preprečiti spopad in si sama pred soprogom razkrije obraz. Pretreseni Renato spozna prijateljevo izdajstvo, zato se tudi sam pridruži zarotnikom, da bi se mu maščeval.

### Tretje dejanje

#### Prva slika
Renatovo domovanje.
Renato razjarjen sprva želi ubiti Amelijo, vendar si premisli in sklene ubiti nekdanjega prijatelja. Zarotniki se zberejo pri Renatu in dobijo njegovo nedvoumno zagotovilo, da bo sodeloval pri zločinu. Morilca bo izbral žreb. Renato predlaga, da listek z imenom morilca izvleče Amelija. Le-ta izbere svojega soproga, ki v tem vidi znamenje usode.

#### Druga slika
Ples v maskah v Riccardovi palači.
Gostje se počasi zbirajo na plesu. Riccardo, razpet med ljubeznijo in prijateljstvom, podpiše ukaz, s katerim pošilja na tuje v poslaniško službo Renata in Amelijo. Tako se želi ločiti od svoje ljubezni, saj upa, da bo čas pozdravil srčne rane.
Amelija pred pričetkom plesa skrivoma opozori Riccarda na zarotnike, a ta neustrašeno pride v dvorano. Medtem Renato stežka prepriča Oskarja, da mu izda, v kakšni maski bo prišel guverner. 
Ko ga prepozna v pogovoru svojo soprogo, ga ustreli in izpolni svoje maščevanje. Smrtno ranjen mu potrdi Amelijino nedolžnost in mu izroči sklep o imenovanju za poslanika. Renato sprevidi svojo zmoto in ga prosi odpuščanja. Riccardo mu oprosti, se poslovi od svojih podanikov in umre.